# Погожеля (гміна)
Гміна Погоже́ля (пол. Gmina Pogorzela) — місько-сільська гміна у північно-західній Польщі. Належить до Гостинського повіту Великопольського воєводства.
Станом на 31 грудня 2011 у гміні проживало 5159 осіб.

## Територія
Згідно з даними за 2007 рік площа гміни становила 96.47 км², у тому числі:
- орні землі: 76.00 %
- ліси: 17.00 %

Таким чином, площа гміни становить 11.90 % площі повіту.

## Населення
Станом на 31 грудня 2011:
| Опис     | Загалом | Загалом | Чоловіки | Чоловіки | Жінки | Жінки |
| -------- | ------- | ------- | -------- | -------- | ----- | ----- |
| одиниця  | осіб    | %       | осіб     | %        | осіб  | %     |
| все      | 5159    | 100     | 2572     | 49.85    | 2587  | 50.15 |
| міське   | 2043    | 100     | 1017     | 49.78    | 1026  | 50.22 |
| сільське | 3116    | 100     | 1555     | 49.90    | 1561  | 50.10 |

## Сусідні гміни
Гміна Поґожеля межує з такими гмінами: Борек-Велькопольський, Кобилін, Козьмін-Велькопольський, Кротошин, Пяски, Пемпово.